# Aster Vranckx
Aster Vranckx (Kortenberg, 4 ottobre 2002) è un calciatore belga, centrocampista del Sassuolo, in prestito dal Wolfsburg e della nazionale belga.

## Caratteristiche tecniche
È un centrocampista centrale molto duttile, può agire sia da mediano, a copertura della difesa, sia in posizione più offensiva, a supporto del reparto offensivo. Grazie alla sua fisicità sa liberarsi molto facilmente dalla pressione dell'avversario. Viene paragonato al connazionale Axel Witsel.

## Carriera

### Club
Nato in Belgio da una famiglia di madre congolese e padre belga, inizia la propria carriera nell'Hoegaarden per poi passare al Tienen, al Woluwe Zaventem ed infine al più blasonato Malines. Il 3 dicembre 2018 all'età di 16 anni firma il suo primo contratto professionistico con il club giallorosso.

#### Malines
Il 20 luglio 2019 fa il suo esordio fra i professionisti sostituendo Joachim Van Damme nei minuti finali della Supercoppa del Belgio persa 3-0 contro il Genk e viene definitivamente aggregato alla prima squadra. Il 9 agosto seguente debutta in Pro League contro l'Anderlecht e tre giorni più tardi rinnova il proprio contratto fino al 2022. Il 15 febbraio seguente realizza la sua prima rete con un colpo di testa su calcio d'angolo fissando il punteggio sul definitivo 2-0 sempre contro l'Anderlecht.

#### Wolfsburg
Il 9 dicembre 2020 annuncia il proprio passaggio a titolo definitivo al Wolfsburg, con cui firma un contratto fino al 2025, a partire dalla stagione 2020-2021.

#### Milan
Il 1º settembre 2022 viene ufficializzato il suo passaggio al Milan in prestito con diritto di riscatto. Sceglie il numero 40. Esordisce in rossonero il 10 settembre nel successo per 2-1 in casa della Sampdoria, subentrando al 78' a Tommaso Pobega.

### Nazionale
Convocato al posto dell'infortunato Kevin De Bryune, fa il suo esordio in nazionale maggiore il 17 giugno 2023, in occasione della gara pareggiata 1-1 contro l'Austria.

## Statistiche

### Presenze e reti nei club
Statistiche aggiornate al 1 luglio 2023.
| Stagione         | Squadra          | Campionato       | Campionato | Campionato | Coppe nazionali | Coppe nazionali | Coppe nazionali | Coppe continentali | Coppe continentali | Coppe continentali | Altre coppe | Altre coppe | Altre coppe | Totale | Totale | Totale |
| Stagione         | Squadra          | Comp             | Pres       | Reti       | Comp            | Pres            | Reti            | Comp               | Pres               | Reti               | Comp        | Pres        | Reti        | Pres   | Reti   |        |
| ---------------- | ---------------- | ---------------- | ---------- | ---------- | --------------- | --------------- | --------------- | ------------------ | ------------------ | ------------------ | ----------- | ----------- | ----------- | ------ | ------ | ------ |
| 2019-2020        | Malines          | D1               | 9          | 1          | CB              | 0               | 0               | -                  | -                  | -                  | SB          | 1           | 0           | 10     | 1      |        |
| 2020-2021        | Malines          | D1               | 29+5       | 4+0        | CB              | 3               | 0               | -                  | -                  | -                  | -           | -           | -           | 37     | 4      |        |
| Totale Malines   | Totale Malines   | Totale Malines   | 43         | 5          |                 | 3               | 0               |                    | -                  | -                  |             | 1           | 0           | 47     | 5      |        |
| 2021-2022        | Wolfsburg        | BL               | 24         | 2          | CG              | 0               | 0               | UCL                | 4                  | 0                  | -           | -           | -           | 28     | 2      |        |
| ago. 2022        | Wolfsburg        | BL               | 1          | 0          | CG              | 0               | 0               | -                  | -                  | -                  | -           | -           | -           | 1      | 0      |        |
| 2022-2023        | Milan            | A                | 9          | 0          | CI              | 1               | 0               | UCL                | -                  | -                  | SI          | 0           | 0           | 10     | 0      |        |
| 2023-2024        | Wolfsburg        | BL               | 24         | 0          | CG              | 2               | 0               | -                  | -                  | -                  | -           | -           | -           | 26     | 0      |        |
| Totale Wolfsburg | Totale Wolfsburg | Totale Wolfsburg | 49         | 2          |                 | 2               | 0               |                    | 4                  | 0                  |             | -           | -           | 55     | 2      |        |
| Totale carriera  | Totale carriera  | Totale carriera  | 101        | 7          |                 | 6               | 0               |                    | 6                  | 0                  |             | 1           | 0           | 113    | 7      |        |

### Cronologia presenze e reti in nazionale
| Cronologia completa delle presenze e delle reti in nazionale ― Belgio | Cronologia completa delle presenze e delle reti in nazionale ― Belgio | Cronologia completa delle presenze e delle reti in nazionale ― Belgio | Cronologia completa delle presenze e delle reti in nazionale ― Belgio | Cronologia completa delle presenze e delle reti in nazionale ― Belgio | Cronologia completa delle presenze e delle reti in nazionale ― Belgio | Cronologia completa delle presenze e delle reti in nazionale ― Belgio | Cronologia completa delle presenze e delle reti in nazionale ― Belgio |
| Data                                                                  | Città                                                                 | In casa                                                               | Risultato                                                             | Ospiti                                                                | Competizione                                                          | Reti                                                                  | Note                                                                  |
| --------------------------------------------------------------------- | --------------------------------------------------------------------- | --------------------------------------------------------------------- | --------------------------------------------------------------------- | --------------------------------------------------------------------- | --------------------------------------------------------------------- | --------------------------------------------------------------------- | --------------------------------------------------------------------- |
| 17-6-2023                                                             | Bruxelles                                                             | Belgio                                                                | 1 – 1                                                                 | Austria                                                               | Qual. Euro 2024                                                       | -                                                                     | 76’                                                                   |
| 20-6-2023                                                             | Tallinn                                                               | Estonia                                                               | 0 – 3                                                                 | Belgio                                                                | Qual. Euro 2024                                                       | -                                                                     | 22’ 57’                                                               |
| 15-11-2023                                                            | Lovanio                                                               | Belgio                                                                | 1 – 0                                                                 | Serbia                                                                | Amichevole                                                            | -                                                                     | 46’                                                                   |
| 19-11-2023                                                            | Bruxelles                                                             | Belgio                                                                | 5 – 0                                                                 | Azerbaigian                                                           | Qual. Euro 2024                                                       | -                                                                     | 45’ 46’                                                               |
| 23-3-2024                                                             | Dublino                                                               | Irlanda                                                               | 0 – 0                                                                 | Belgio                                                                | Amichevole                                                            | -                                                                     |                                                                       |
| 26-3-2024                                                             | Londra                                                                | Inghilterra                                                           | 2 – 2                                                                 | Belgio                                                                | Amichevole                                                            | -                                                                     | 71’                                                                   |
| 8-6-2024                                                              | Bruxelles                                                             | Belgio                                                                | 3 – 0                                                                 | Lussemburgo                                                           | Amichevole                                                            | -                                                                     | 46’                                                                   |
| 10-10-2024                                                            | Roma                                                                  | Italia                                                                | 2 – 2                                                                 | Belgio                                                                | UEFA Nations League 2024-2025 - 1º turno                              | -                                                                     | 69’                                                                   |
| 14-10-2024                                                            | Bruxelles                                                             | Belgio                                                                | 1 – 2                                                                 | Francia                                                               | UEFA Nations League 2024-2025 - 1º turno                              | -                                                                     | 67’                                                                   |
| Totale                                                                |                                                                       | Presenze                                                              | 9                                                                     |                                                                       | Reti                                                                  | 0                                                                     |                                                                       |

| Cronologia completa delle presenze e delle reti in nazionale ― Belgio under 21 | Cronologia completa delle presenze e delle reti in nazionale ― Belgio under 21 | Cronologia completa delle presenze e delle reti in nazionale ― Belgio under 21 | Cronologia completa delle presenze e delle reti in nazionale ― Belgio under 21 | Cronologia completa delle presenze e delle reti in nazionale ― Belgio under 21 | Cronologia completa delle presenze e delle reti in nazionale ― Belgio under 21 | Cronologia completa delle presenze e delle reti in nazionale ― Belgio under 21 | Cronologia completa delle presenze e delle reti in nazionale ― Belgio under 21 |
| Data                                                                           | Città                                                                          | In casa                                                                        | Risultato                                                                      | Ospiti                                                                         | Competizione                                                                   | Reti                                                                           | Note                                                                           |
| ------------------------------------------------------------------------------ | ------------------------------------------------------------------------------ | ------------------------------------------------------------------------------ | ------------------------------------------------------------------------------ | ------------------------------------------------------------------------------ | ------------------------------------------------------------------------------ | ------------------------------------------------------------------------------ | ------------------------------------------------------------------------------ |
| 4-6-2021                                                                       | Aqtöbe                                                                         | Kazakistan under 21                                                            | 1 – 3                                                                          | Belgio under 21                                                                | Qual. Europeo Under-21 2023                                                    | -                                                                              | 90’                                                                            |
| 12-10-2021                                                                     | Heverlee                                                                       | Belgio under 21                                                                | 1 – 0                                                                          | Danimarca under 21                                                             | Qual. Europeo Under-21 2023                                                    | -                                                                              | 89’                                                                            |
| 29–3-2022                                                                      | Herning                                                                        | Danimarca under 21                                                             | 1 – 1                                                                          | Belgio under 21                                                                | Qual. Europeo Under-21 2023                                                    | -                                                                              |                                                                                |
| 5-6-2022                                                                       | Sint-Truiden                                                                   | Belgio under 21                                                                | 0 – 0                                                                          | Scozia under 21                                                                | Qual. Europeo Under-21 2023                                                    | -                                                                              | Cap. 10’                                                                       |
| 23-9-2022                                                                      | Heverlee                                                                       | Belgio under 21                                                                | 1 – 2                                                                          | Paesi Bassi under 21                                                           | Amichevole                                                                     | -                                                                              | Cap. 70’                                                                       |
| 26-9-2022                                                                      | Valenciennes                                                                   | Francia under 21                                                               | 2 – 2                                                                          | Belgio under 21                                                                | Amichevole                                                                     | -                                                                              | Cap. 28’                                                                       |
| 24-3-2023                                                                      | San Pedro del Pinatar                                                          | Rep. Ceca under 21                                                             | 0 – 0                                                                          | Belgio under 21                                                                | Amichevole                                                                     | -                                                                              | Cap. 46’                                                                       |
| 27-3-2023                                                                      | San Pedro del Pinatar                                                          | Belgio under 21                                                                | 3 – 2                                                                          | Giappone under 21                                                              | Amichevole                                                                     | -                                                                              | Cap.                                                                           |
| 24-6-2023                                                                      | Tbilisi                                                                        | Georgia under 21                                                               | 2 – 2                                                                          | Belgio under 21                                                                | Europeo Under-21 2023 - 1º turno                                               | -                                                                              | Cap. 71’                                                                       |
| 27-6-2023                                                                      | Tbilisi                                                                        | Portogallo under 21                                                            | 2 – 1                                                                          | Belgio under 21                                                                | Europeo Under-21 2023 - 1º turno                                               | -                                                                              | Cap.                                                                           |
| 11-9-2023                                                                      | Lovanio                                                                        | Belgio under 21                                                                | 1 – 0                                                                          | Kazakistan under 21                                                            | Qual. Europeo Under-21 2025                                                    | -                                                                              | Cap. 70’                                                                       |
| 13-10-2023                                                                     | Paola                                                                          | Malta under 21                                                                 | 0 – 2                                                                          | Belgio under 21                                                                | Qual. Europeo Under-21 2025                                                    | -                                                                              | Cap.                                                                           |
| 17–10-2023                                                                     | Budapest                                                                       | Ungheria under 21                                                              | 0 – 1                                                                          | Belgio under 21                                                                | Qual. Europeo Under-21 2025                                                    | -                                                                              | Cap.                                                                           |
| Totale                                                                         |                                                                                | Presenze                                                                       | 13                                                                             |                                                                                | Reti                                                                           | 0                                                                              |                                                                                |